# Aeropuerto de Monte Caseros
El Aeropuerto de Monte Caseros (IATA: MCS - OACI: SARM) es un aeropuerto argentino que da servicio a la ciudad de Monte Caseros, Corrientes.